# Tổng Lãnh sự quán Trung Quốc tại Manchester
Tổng Lãnh sự quán Trung Quốc tại Manchester, nước Anh, là cơ quan đại diện ngoại giao của Cộng hòa Nhân dân Trung Hoa tại Vương quốc Liên hiệp Anh.

## Lịch sử
Lãnh sự quán nằm trong một tòa nhà được xếp hạng cấp II có tên là Nhà Denison, được xây dựng vào năm 1862.
Trong đại dịch COVID-19, lãnh sự quán đã phân phát 12,7 tấn vật tư bao gồm khẩu trang, khăn lau khử trùng và thuốc thảo dược cho sinh viên Trung Quốc.(tr103)
Ngày 16 tháng 10 năm 2022, nhân ngày khai mạc Đại hội Đảng Cộng sản Trung Quốc lần thứ XX, một cuộc đụng độ đã xảy ra bên ngoài khuôn viên tổng lãnh sự quán giữa những nhà hoạt động ủng hộ dân chủ Hồng Kông có trụ sở tại Anh và các thành viên lãnh sự quán. Sau đó, Tổng Lãnh sự Trịnh Hy Nguyên cũng tham gia vào cuộc đụng độ này.